# Tsar to Lenin
Tsar to Lenin (deutsch: Vom Zar zu Lenin) ist ein Dokumentarfilm mit Aufnahmen aus der Zeit der russischen Februarrevolution 1917, der Oktoberrevolution im selben Jahr, und des Bürgerkriegs 1918 bis 1921. 
Er basiert auf der Filmsammlung von Herman Axelbank und wurde im Januar 1931 von Max Eastman fertiggestellt. 
Seine Premiere feierte der Film erst am 6. März 1937 im Filmarte Theater in New York. 
Trotz einer überschwänglichen Kritik in der New York Times wurde Tsar to Lenin aufgrund politischen Drucks aus den Kinos verbannt. Der Film geriet daraufhin in Vergessenheit.
Das für den Film von Axelbank gesammelte Material wurde 1961 von Raphael Nussbaum erworben und bildete den Kern für seinen Dokumentarfilm Vom Zaren bis zu Stalin. Im Januar 1978 erwarb die amerikanische Workers League die Filmrechte von Herman Axelbank, der im folgenden Jahr verstarb.
Tsar to Lenin erschien 2012 auf DVD im Verlag Mehring Verlag.